# Wilder (film)
Pour les articles homonymes, voir Wilder.
Wilder est un film policier américain réalisé par Rodney Gibbons en 2000

## Synopsis
Le détective Della Wilder et son collègue enquêtent sur l'assassinat de l'ex femme du docteur Sam Charney. Celui-ci ne fournissant aucun alibi est immédiatement soupçonné, d'autant qu'un second crime ne tarde pas à lui être imputé. Cependant très vite des zones d'ombres apparaissent dans l’enquête, on apprend que dix autres femmes ont également été assassinées et que le procureur s'est formellement opposé à l'autopsie de la première victime....

## Fiche technique
- Réalisation : Rodney Gibbons
- Scénario : Terry Abrahamson
- Musique : Michel Corriveau et Robert Marchaud
- Photographie : Bert Tougas
- Genre : Thriller
- Année de sortie : 2000
- Durée : 93 minutes

## Distribution
- Pam Grier : Détective Della Wilder
- Rutger Hauer : Docteur Sam Dennis Charney
- Romano Orzari : Détective Harlan Lee
- John Dunn-Hill : Capitaine Jerry Crandall
- Eugene Clark : Procureur Marlowe King
- Serge Houde : Walker Grimes
- Richard Robitaille : Ricky Harwell
- Simone-Élise Girard : Sophie Gorka
- Frank Schorpion : Harry Perl
- Sasha Dominique : Lisa Sears
- Linda Smith : Barbara Pieczkowa
- Greg Kramer : Dugald Ferdinand
- Noel Burton : Le porte parole de l’hôpital
- Robert Higden : Un "officiel"
- Andrea Sadler : Leslie Holt
- Abede Burke : Jabari Wilder
- Oheneba Burke : Joshua Wilder
- Sam Stone : Desk Sergeant
- Terry Simpson : Building Super
- Mike Tsar : Le patron du Tazmahal
- Amanda Strawn : La secrétaire et maîtresse de Walker Grimes
- Manon Harvey : La réceptionniste de l'hôpital
- Anne Dryburgh : Pammy Perl
- Jane Gilchrist : Amelia
- Jean-Marc Bisson : Un locataire
- Gordon Masten : Harry Bodine
- Stéfanie Buxton : Une nymphette
- Charlene Francique : Vera Church
- John Walsh : L'intrus
- Larry Day : Un infirmier

## Autour du film
Le film n'a jamais été distribué en salles en France mais a bénéficié d'une sortie en DVD chez Warner en 2001